# It's Probably Me
«It's Probably Me» — пісня, спочатку випущена в 1992 році як співпраця Стінга за участю Еріка Клептона, Майкла Кеймена та Девіда Сенборна. Випущена як саундтрек до бойовика-комедійного фільму «Смертельна зброя 3» у червні 1992 року, пісня досягла 20 місця в американському чарті Billboard Album Rock Tracks і 12 місця в канадському чарті RPM Top Singles. Він був більш успішним у Європі, досягнувши першого місця в Італії, четвертого у Франції та шостого у Нідерландах.

## Передумови і випуск
У пісні використовуються лейтмотиви, які вперше були використані в саундтреку до оригінального фільму «Смертельна зброя», випущеного п’ятьма роками раніше. Він був випущений як сингл і в саундтреку до фільму «Смертельна зброя 3». Він також з’являється в міжнародному збірнику Fields of Gold: The Best of Sting 1984-1994, випущеному в 1994 році, і в альбомі Стінга Duets, випущеному в 2021 році. Стінг перезаписав пісню в 1993 році для свого альбому Ten Summoner's Tales без участі інших музикантів.

## Музичне відео
У середині 1992 року було випущено музичне відео, у якому Стінг, Ерік Клептон, Майкл Кеймен і Девід Сенборн виконують композицію разом, а також демонструються кілька сцен із «Смертельної зброї 3». Фрагменти відео, у яких квартет виконує пісню, зняті в чорно-білих тонах. На відео також видно, як Клептон курить сигарету та використовує свою бензинову запальничку Zippo, щоб створити початковий ритм замість барабанної установки чи програми.

## Рецепція
Клептон, Стінг і Камен були номіновані на премію «Греммі» на 35-й щорічній церемонії вручення премії «Греммі» за найкращу пісню, написану спеціально для кінофільму або для телебачення в 1993 році. У 1993 році на церемонії вручення нагород MTV Movie Awards Стінг і Клептон були номіновані як найкраща пісня до фільму. Американський музичний сайт AllMusic ретроспективно оцінив реліз двома зірками з п'яти можливих.

## Персонал
Музиканти
- Стінг – вокал, бек-вокал, бас
- Ерік Клептон – акустична та електрогітара
- Стів Гедд – ударні
- Майкл Камен – клавішні, аранжування струнних
- Стівен Маклафлін – перкусія
- Девід Санборн – альт-саксофон